# Нове (Токмацька міська громада)
Нове́ — село в Україні, у Токмацькій міській громаді Пологівського районі Запорізької області. Населення становить 735 осіб (2001). До 2020 року орган місцевого самоврядування — Новенська сільська рада.
Село тимчасово окуповане московськими загарбниками 3 березня 2022 року в ході рашистського вторгнення в Україну.

## Географія
Село Нове розташоване за 13 км на північний схід від Токмака та залізничної станції Великий Токмак. Межує з селом Харкове, за 2 км розташоване село Червоногірка. Поруч проходить автошлях територіального значення Т 0409.

## Історія
Біля центральної садиби радгоспу «Великотокмацький» 1932 року виникло село Зерносовхоз, яке у 1958 році перейменоване в село Нове.
12 червня 2020 року, відповідно до розпорядження Кабінету Міністрів України № 713-р «Про визначення адміністративних центрів та затвердження територій територіальних громад Запорізької області», село увійшло до складу Токмацької міської громади.
19 липня 2020 року, в результаті адміністративно-територіальної реформи та ліквідації Токмацького району, село увійшло до складу Пологівського району.

## Сонячна електростанція
В селі розташоване Дослідне господарство «Токмацьке» запорізької державної дослідницької сільськогосподарської станції.
Сонячна електростанція «Tokmak Solar Energy», потужність якої складає потужність 50 МВт, загальною площею 96 га, і є третьою найбільшою СЕС в Україні. Електроенергії, що виробляється на електростанції в звичайний сонячний день, достатньо для забезпечення енергією всього передмістя з населенням в 40 тис. чоловік.
22 червня 2022 року з'явилась інформація, що російські окупанти, в ході широкомасштабного вторгнення в Україну, демонтували та вкрали сонячну електростанцію.  За словами місцевих жителів, сонячні панелі розбирали, упаковували та тривалий час вивозили до тимчасово окупованого Криму.
27 червня 2022 року співвласник СЕС Олександр Рєпкін повідомив, що станція, яка розташована біля міста та колишнього військового аеродрому, деякий час (з 27 лютого 2022 року) була на лінії вогню, працює, хоча й зазнала значних, а саме частково зруйнована через обстріли з «Градів» та іншої зброї.
|  | Демонтувати таку станцію непросто. Для цього потрібні не дні, а тижні. Не менш складне завдання транспортування панелей. Потрібне спеціальне обладнання для перевезення. Панелі не можна просто скласти до купи у вантажівки — аналітик Української асоціації відновлюваної енергетики Олександр Донченко. |

## Кизиловий сад
У 2013 році селі Нове бізнесмен із Запоріжжя Сергій Ольшанський висадив більш ніж 12 тисяч дерев кизилу на 14 гектарах. Кизиловий сад у Запорізькій області отримав звання найбільшого в Україні, вирощеного за органічною технологією.

## Населення

### Мова
Розподіл населення за рідною мовою за даними перепису 2001 року:
| Мова       | Кількість | Відсоток |
| ---------- | --------- | -------- |
| українська | 619       | 84.22%   |
| російська  | 113       | 15.36%   |
| білоруська | 1         | 0.14%    |
| румунська  | 1         | 0.14%    |
| болгарська | 1         | 0.14%    |
| Усього     | 735       | 100%     |

## Об'єкти соціальної сфери
- Середня загальноосвітня школа.
- Дитячий дошкільний навчальний заклад.
- Будинок культури.
- Музична школа.
- Лікарська амбулаторія.

## Особистість
В селі народився:
- Яркін Анатолій Миколайович (нар. 1958) — радянський та російський велогонщик.